# Автошлях E901
Європейський маршрут E901 — європейський автомобільний маршрут категорії Б, що проходить по території Іспанії і з'єднує міста Мадрид і Валенсія.

## Маршрут
- Іспанія
  - E05, E90 Мадрид
  - E15 Валенсія